# Sakari Mattila
Sakari Mikael Mattila (Tampere, 14 juli 1989) is een Fins voormalig voetballer die doorgaans speelde als middenvelder. Tussen 2007 en 2023 was hij actief voor Klubi 04, HJK Helsinki, Udinese, Ascoli, Bellinzona, opnieuw HJK Helsinki, Aalesunds FK, Fulham, SønderjyskE, Fredrikstad FK en HIFK Helsinki. Mattila maakte in 2014 zijn debuut in het Fins voetbalelftal en kwam uiteindelijk tot vijftien interlandoptredens.

## Clubcarrière
Mattila speelde in de jeugd van HJK Helsinki en brak door bij Klubi 04. Na nog een jaar bij HJK verkaste hij naar Italië, om voor Udinese te gaan spelen. Hij kwam echter niet in actie voor de club en werd slechts verhuurd aan Ascoli en Bellinzona. Die laatste club nam hem ook definitief over en verhuurde hem later weer aan zijn oude club HJK. Na een definitieve overgang naar de club uit Helsinki en één jaar spelen daar, vertrok hij naar Aalesunds FK, waar hij op 3 november 2013 een driejarige verbintenis ondertekende. Na twee jaar zou Mattila de overstap maken naar Fulham, waar hij voor twee jaar tekende. In het seizoen 2015/16 speelde hij in zes competitiewedstrijden mee en na één jaar werd zijn contract ontbonden. Twee dagen na zijn vertrek uit Londen, vond de Fin in SønderjyskE een nieuwe werkgever en hij ondertekende een verbintenis voor de duur van twee jaar. Na deze twee jaar verliet hij de club, waarop hij voor anderhalf jaar bij Fredrikstad FK tekende. Mattila keerde in januari 2020 bij HIFK Helsinki terug in de Finse Veikkausliiga. Mattila besloot in januari 2023 op drieëndertigjarige leeftijd een punt te zetten achter zijn actieve loopbaan.

## Interlandcarrière
Mattila debuteerde in het Finse voetbalelftal op 5 maart 2014 in de vriendschappelijke wedstrijd tegen Hongarije. Gergely Rudolf opende de score, maar Finland won alsnog met 1–2 door doelpunten van Joel Pohjanpalo en Roman Jerjomenko. Mattila mocht van bondscoach Mika-Matti Paatelainen in de blessuretijd invallen voor Jerjomenko.
| Interlands van Sakari Mattila voor Finland | Interlands van Sakari Mattila voor Finland | Interlands van Sakari Mattila voor Finland | Interlands van Sakari Mattila voor Finland | Interlands van Sakari Mattila voor Finland | Interlands van Sakari Mattila voor Finland | Interlands van Sakari Mattila voor Finland |
| №                                          | Datum                                      | Wedstrijd                                  | Uitslag                                    | Competitie                                 | Goals                                      |                                            |
| Als speler bij Aalesunds FK                | Als speler bij Aalesunds FK                | Als speler bij Aalesunds FK                | Als speler bij Aalesunds FK                | Als speler bij Aalesunds FK                | Als speler bij Aalesunds FK                | Als speler bij Aalesunds FK                |
| ------------------------------------------ | ------------------------------------------ | ------------------------------------------ | ------------------------------------------ | ------------------------------------------ | ------------------------------------------ | ------------------------------------------ |
| 1                                          | 5 maart 2014                               | Hongarije – Finland                        | 1 – 2                                      | Vriendschappelijk                          |                                            |                                            |
| 2                                          | 31 mei 2014                                | Finland – Estland                          | 2 – 0                                      | Vriendschappelijk                          |                                            |                                            |
| 3                                          | 18 november 2014                           | Slowakije – Finland                        | 2 – 1                                      | Vriendschappelijk                          |                                            |                                            |
| 4                                          | 22 januari 2015                            | Jemen – Finland                            | 0 – 0                                      | Vriendschappelijk                          |                                            |                                            |
| 5                                          | 29 maart 2015                              | Noord-Ierland – Finland                    | 2 – 1                                      | EK 2016 kwalificatie                       |                                            |                                            |
| 6                                          | 13 juni 2015                               | Finland – Hongarije                        | 0 – 1                                      | EK 2016 kwalificatie                       |                                            |                                            |
| Als speler bij Fulham                      |                                            |                                            |                                            |                                            |                                            |                                            |
| 7                                          | 4 september 2015                           | Griekenland – Finland                      | 0 – 1                                      | EK 2016 kwalificatie                       |                                            |                                            |
| 8                                          | 7 september 2015                           | Finland – Faeröer                          | 1 – 0                                      | EK 2016 kwalificatie                       |                                            |                                            |
| 9                                          | 11 oktober 2015                            | Finland – Noord-Ierland                    | 1 – 1                                      | EK 2016 kwalificatie                       |                                            |                                            |
| Als speler bij SønderjyskE                 |                                            |                                            |                                            |                                            |                                            |                                            |
| 10                                         | 31 augustus 2016                           | Duitsland – Finland                        | 2 – 0                                      | Vriendschappelijk                          |                                            |                                            |
| 11                                         | 12 november 2016                           | Oekraïne – Finland                         | 1 – 0                                      | WK 2018 kwalificatie                       |                                            |                                            |
| 12                                         | 9 januari 2017                             | Marokko – Finland                          | 0 – 1                                      | Vriendschappelijk                          |                                            |                                            |
| 13                                         | 13 januari 2017                            | Slovenië – Finland                         | 2 – 0                                      | Vriendschappelijk                          |                                            |                                            |
| 14                                         | 24 maart 2017                              | Turkije – Finland                          | 2 – 0                                      | WK 2018 kwalificatie                       |                                            |                                            |
| 15                                         | 28 maart 2017                              | Oostenrijk – Finland                       | 1 – 1                                      | Vriendschappelijk                          |                                            |                                            |